# 1238
Portal Geschichte | Portal Biografien | Aktuelle Ereignisse | Jahreskalender | Tagesartikel

◄ |
12. Jahrhundert |
13. Jahrhundert
| 14. Jahrhundert | ►

◄ |
1200er |
1210er |
1220er |
1230er
| 1240er | 1250er | 1260er | ►

◄◄ |
◄ |
1234 |
1235 |
1236 |
1237 |
1238
| 1239 | 1240 | 1241 | 1242 | ► | ►►
Staatsoberhäupter  · Nekrolog
| Januar | Januar | Januar | Januar | Januar | Januar | Januar | Januar |
| Kw     | Mo     | Di     | Mi     | Do     | Fr     | Sa     | So     |
| ------ | ------ | ------ | ------ | ------ | ------ | ------ | ------ |
| 53     |        |        |        |        | 1      | 2      | 3      |
| 1      | 4      | 5      | 6      | 7      | 8      | 9      | 10     |
| 2      | 11     | 12     | 13     | 14     | 15     | 16     | 17     |
| 3      | 18     | 19     | 20     | 21     | 22     | 23     | 24     |
| 4      | 25     | 26     | 27     | 28     | 29     | 30     | 31     |

| Februar | Februar | Februar | Februar | Februar | Februar | Februar | Februar |
| Kw      | Mo      | Di      | Mi      | Do      | Fr      | Sa      | So      |
| ------- | ------- | ------- | ------- | ------- | ------- | ------- | ------- |
| 5       | 1       | 2       | 3       | 4       | 5       | 6       | 7       |
| 6       | 8       | 9       | 10      | 11      | 12      | 13      | 14      |
| 7       | 15      | 16      | 17      | 18      | 19      | 20      | 21      |
| 8       | 22      | 23      | 24      | 25      | 26      | 27      | 28      |

| März | März | März | März | März | März | März | März |
| Kw   | Mo   | Di   | Mi   | Do   | Fr   | Sa   | So   |
| ---- | ---- | ---- | ---- | ---- | ---- | ---- | ---- |
| 9    | 1    | 2    | 3    | 4    | 5    | 6    | 7    |
| 10   | 8    | 9    | 10   | 11   | 12   | 13   | 14   |
| 11   | 15   | 16   | 17   | 18   | 19   | 20   | 21   |
| 12   | 22   | 23   | 24   | 25   | 26   | 27   | 28   |
| 13   | 29   | 30   | 31   |      |      |      |      |

| April | April | April | April | April | April | April | April |
| Kw    | Mo    | Di    | Mi    | Do    | Fr    | Sa    | So    |
| ----- | ----- | ----- | ----- | ----- | ----- | ----- | ----- |
| 13    |       |       |       | 1     | 2     | 3     | 4     |
| 14    | 5     | 6     | 7     | 8     | 9     | 10    | 11    |
| 15    | 12    | 13    | 14    | 15    | 16    | 17    | 18    |
| 16    | 19    | 20    | 21    | 22    | 23    | 24    | 25    |
| 17    | 26    | 27    | 28    | 29    | 30    |       |       |

| Mai | Mai | Mai | Mai | Mai | Mai | Mai | Mai |
| Kw  | Mo  | Di  | Mi  | Do  | Fr  | Sa  | So  |
| --- | --- | --- | --- | --- | --- | --- | --- |
| 17  |     |     |     |     |     | 1   | 2   |
| 18  | 3   | 4   | 5   | 6   | 7   | 8   | 9   |
| 19  | 10  | 11  | 12  | 13  | 14  | 15  | 16  |
| 20  | 17  | 18  | 19  | 20  | 21  | 22  | 23  |
| 21  | 24  | 25  | 26  | 27  | 28  | 29  | 30  |
| 22  | 31  |     |     |     |     |     |     |

| Juni | Juni | Juni | Juni | Juni | Juni | Juni | Juni |
| Kw   | Mo   | Di   | Mi   | Do   | Fr   | Sa   | So   |
| ---- | ---- | ---- | ---- | ---- | ---- | ---- | ---- |
| 22   |      | 1    | 2    | 3    | 4    | 5    | 6    |
| 23   | 7    | 8    | 9    | 10   | 11   | 12   | 13   |
| 24   | 14   | 15   | 16   | 17   | 18   | 19   | 20   |
| 25   | 21   | 22   | 23   | 24   | 25   | 26   | 27   |
| 26   | 28   | 29   | 30   |      |      |      |      |

| Juli | Juli | Juli | Juli | Juli | Juli | Juli | Juli |
| Kw   | Mo   | Di   | Mi   | Do   | Fr   | Sa   | So   |
| ---- | ---- | ---- | ---- | ---- | ---- | ---- | ---- |
| 26   |      |      |      | 1    | 2    | 3    | 4    |
| 27   | 5    | 6    | 7    | 8    | 9    | 10   | 11   |
| 28   | 12   | 13   | 14   | 15   | 16   | 17   | 18   |
| 29   | 19   | 20   | 21   | 22   | 23   | 24   | 25   |
| 30   | 26   | 27   | 28   | 29   | 30   | 31   |      |

| August | August | August | August | August | August | August | August |
| Kw     | Mo     | Di     | Mi     | Do     | Fr     | Sa     | So     |
| ------ | ------ | ------ | ------ | ------ | ------ | ------ | ------ |
| 30     |        |        |        |        |        |        | 1      |
| 31     | 2      | 3      | 4      | 5      | 6      | 7      | 8      |
| 32     | 9      | 10     | 11     | 12     | 13     | 14     | 15     |
| 33     | 16     | 17     | 18     | 19     | 20     | 21     | 22     |
| 34     | 23     | 24     | 25     | 26     | 27     | 28     | 29     |
| 35     | 30     | 31     |        |        |        |        |        |

| September | September | September | September | September | September | September | September |
| Kw        | Mo        | Di        | Mi        | Do        | Fr        | Sa        | So        |
| --------- | --------- | --------- | --------- | --------- | --------- | --------- | --------- |
| 35        |           |           | 1         | 2         | 3         | 4         | 5         |
| 36        | 6         | 7         | 8         | 9         | 10        | 11        | 12        |
| 37        | 13        | 14        | 15        | 16        | 17        | 18        | 19        |
| 38        | 20        | 21        | 22        | 23        | 24        | 25        | 26        |
| 39        | 27        | 28        | 29        | 30        |           |           |           |

| Oktober | Oktober | Oktober | Oktober | Oktober | Oktober | Oktober | Oktober |
| Kw      | Mo      | Di      | Mi      | Do      | Fr      | Sa      | So      |
| ------- | ------- | ------- | ------- | ------- | ------- | ------- | ------- |
| 39      |         |         |         |         | 1       | 2       | 3       |
| 40      | 4       | 5       | 6       | 7       | 8       | 9       | 10      |
| 41      | 11      | 12      | 13      | 14      | 15      | 16      | 17      |
| 42      | 18      | 19      | 20      | 21      | 22      | 23      | 24      |
| 43      | 25      | 26      | 27      | 28      | 29      | 30      | 31      |

| November | November | November | November | November | November | November | November |
| Kw       | Mo       | Di       | Mi       | Do       | Fr       | Sa       | So       |
| -------- | -------- | -------- | -------- | -------- | -------- | -------- | -------- |
| 44       | 1        | 2        | 3        | 4        | 5        | 6        | 7        |
| 45       | 8        | 9        | 10       | 11       | 12       | 13       | 14       |
| 46       | 15       | 16       | 17       | 18       | 19       | 20       | 21       |
| 47       | 22       | 23       | 24       | 25       | 26       | 27       | 28       |
| 48       | 29       | 30       |          |          |          |          |          |

| Dezember | Dezember | Dezember | Dezember | Dezember | Dezember | Dezember | Dezember |
| Kw       | Mo       | Di       | Mi       | Do       | Fr       | Sa       | So       |
| -------- | -------- | -------- | -------- | -------- | -------- | -------- | -------- |
| 48       |          |          | 1        | 2        | 3        | 4        | 5        |
| 49       | 6        | 7        | 8        | 9        | 10       | 11       | 12       |
| 50       | 13       | 14       | 15       | 16       | 17       | 18       | 19       |
| 51       | 20       | 21       | 22       | 23       | 24       | 25       | 26       |
| 52       | 27       | 28       | 29       | 30       | 31       |          |          |

| Januar | Januar | Januar | Januar | Januar | Januar | Januar | Januar |
| Kw     | Mo     | Di     | Mi     | Do     | Fr     | Sa     | So     |
| ------ | ------ | ------ | ------ | ------ | ------ | ------ | ------ |
| 53     |        |        |        |        | 1      | 2      | 3      |
| 1      | 4      | 5      | 6      | 7      | 8      | 9      | 10     |
| 2      | 11     | 12     | 13     | 14     | 15     | 16     | 17     |
| 3      | 18     | 19     | 20     | 21     | 22     | 23     | 24     |
| 4      | 25     | 26     | 27     | 28     | 29     | 30     | 31     |

| Februar | Februar | Februar | Februar | Februar | Februar | Februar | Februar |
| Kw      | Mo      | Di      | Mi      | Do      | Fr      | Sa      | So      |
| ------- | ------- | ------- | ------- | ------- | ------- | ------- | ------- |
| 5       | 1       | 2       | 3       | 4       | 5       | 6       | 7       |
| 6       | 8       | 9       | 10      | 11      | 12      | 13      | 14      |
| 7       | 15      | 16      | 17      | 18      | 19      | 20      | 21      |
| 8       | 22      | 23      | 24      | 25      | 26      | 27      | 28      |

| März | März | März | März | März | März | März | März |
| Kw   | Mo   | Di   | Mi   | Do   | Fr   | Sa   | So   |
| ---- | ---- | ---- | ---- | ---- | ---- | ---- | ---- |
| 9    | 1    | 2    | 3    | 4    | 5    | 6    | 7    |
| 10   | 8    | 9    | 10   | 11   | 12   | 13   | 14   |
| 11   | 15   | 16   | 17   | 18   | 19   | 20   | 21   |
| 12   | 22   | 23   | 24   | 25   | 26   | 27   | 28   |
| 13   | 29   | 30   | 31   |      |      |      |      |

| April | April | April | April | April | April | April | April |
| Kw    | Mo    | Di    | Mi    | Do    | Fr    | Sa    | So    |
| ----- | ----- | ----- | ----- | ----- | ----- | ----- | ----- |
| 13    |       |       |       | 1     | 2     | 3     | 4     |
| 14    | 5     | 6     | 7     | 8     | 9     | 10    | 11    |
| 15    | 12    | 13    | 14    | 15    | 16    | 17    | 18    |
| 16    | 19    | 20    | 21    | 22    | 23    | 24    | 25    |
| 17    | 26    | 27    | 28    | 29    | 30    |       |       |

| Mai | Mai | Mai | Mai | Mai | Mai | Mai | Mai |
| Kw  | Mo  | Di  | Mi  | Do  | Fr  | Sa  | So  |
| --- | --- | --- | --- | --- | --- | --- | --- |
| 17  |     |     |     |     |     | 1   | 2   |
| 18  | 3   | 4   | 5   | 6   | 7   | 8   | 9   |
| 19  | 10  | 11  | 12  | 13  | 14  | 15  | 16  |
| 20  | 17  | 18  | 19  | 20  | 21  | 22  | 23  |
| 21  | 24  | 25  | 26  | 27  | 28  | 29  | 30  |
| 22  | 31  |     |     |     |     |     |     |

| Juni | Juni | Juni | Juni | Juni | Juni | Juni | Juni |
| Kw   | Mo   | Di   | Mi   | Do   | Fr   | Sa   | So   |
| ---- | ---- | ---- | ---- | ---- | ---- | ---- | ---- |
| 22   |      | 1    | 2    | 3    | 4    | 5    | 6    |
| 23   | 7    | 8    | 9    | 10   | 11   | 12   | 13   |
| 24   | 14   | 15   | 16   | 17   | 18   | 19   | 20   |
| 25   | 21   | 22   | 23   | 24   | 25   | 26   | 27   |
| 26   | 28   | 29   | 30   |      |      |      |      |

| Juli | Juli | Juli | Juli | Juli | Juli | Juli | Juli |
| Kw   | Mo   | Di   | Mi   | Do   | Fr   | Sa   | So   |
| ---- | ---- | ---- | ---- | ---- | ---- | ---- | ---- |
| 26   |      |      |      | 1    | 2    | 3    | 4    |
| 27   | 5    | 6    | 7    | 8    | 9    | 10   | 11   |
| 28   | 12   | 13   | 14   | 15   | 16   | 17   | 18   |
| 29   | 19   | 20   | 21   | 22   | 23   | 24   | 25   |
| 30   | 26   | 27   | 28   | 29   | 30   | 31   |      |

| August | August | August | August | August | August | August | August |
| Kw     | Mo     | Di     | Mi     | Do     | Fr     | Sa     | So     |
| ------ | ------ | ------ | ------ | ------ | ------ | ------ | ------ |
| 30     |        |        |        |        |        |        | 1      |
| 31     | 2      | 3      | 4      | 5      | 6      | 7      | 8      |
| 32     | 9      | 10     | 11     | 12     | 13     | 14     | 15     |
| 33     | 16     | 17     | 18     | 19     | 20     | 21     | 22     |
| 34     | 23     | 24     | 25     | 26     | 27     | 28     | 29     |
| 35     | 30     | 31     |        |        |        |        |        |

| September | September | September | September | September | September | September | September |
| Kw        | Mo        | Di        | Mi        | Do        | Fr        | Sa        | So        |
| --------- | --------- | --------- | --------- | --------- | --------- | --------- | --------- |
| 35        |           |           | 1         | 2         | 3         | 4         | 5         |
| 36        | 6         | 7         | 8         | 9         | 10        | 11        | 12        |
| 37        | 13        | 14        | 15        | 16        | 17        | 18        | 19        |
| 38        | 20        | 21        | 22        | 23        | 24        | 25        | 26        |
| 39        | 27        | 28        | 29        | 30        |           |           |           |

| Oktober | Oktober | Oktober | Oktober | Oktober | Oktober | Oktober | Oktober |
| Kw      | Mo      | Di      | Mi      | Do      | Fr      | Sa      | So      |
| ------- | ------- | ------- | ------- | ------- | ------- | ------- | ------- |
| 39      |         |         |         |         | 1       | 2       | 3       |
| 40      | 4       | 5       | 6       | 7       | 8       | 9       | 10      |
| 41      | 11      | 12      | 13      | 14      | 15      | 16      | 17      |
| 42      | 18      | 19      | 20      | 21      | 22      | 23      | 24      |
| 43      | 25      | 26      | 27      | 28      | 29      | 30      | 31      |

| November | November | November | November | November | November | November | November |
| Kw       | Mo       | Di       | Mi       | Do       | Fr       | Sa       | So       |
| -------- | -------- | -------- | -------- | -------- | -------- | -------- | -------- |
| 44       | 1        | 2        | 3        | 4        | 5        | 6        | 7        |
| 45       | 8        | 9        | 10       | 11       | 12       | 13       | 14       |
| 46       | 15       | 16       | 17       | 18       | 19       | 20       | 21       |
| 47       | 22       | 23       | 24       | 25       | 26       | 27       | 28       |
| 48       | 29       | 30       |          |          |          |          |          |

| Dezember | Dezember | Dezember | Dezember | Dezember | Dezember | Dezember | Dezember |
| Kw       | Mo       | Di       | Mi       | Do       | Fr       | Sa       | So       |
| -------- | -------- | -------- | -------- | -------- | -------- | -------- | -------- |
| 48       |          |          | 1        | 2        | 3        | 4        | 5        |
| 49       | 6        | 7        | 8        | 9        | 10       | 11       | 12       |
| 50       | 13       | 14       | 15       | 16       | 17       | 18       | 19       |
| 51       | 20       | 21       | 22       | 23       | 24       | 25       | 26       |
| 52       | 27       | 28       | 29       | 30       | 31       |          |          |

## Ereignisse

### Politik und Weltgeschehen

#### Ost- und Nordeuropa

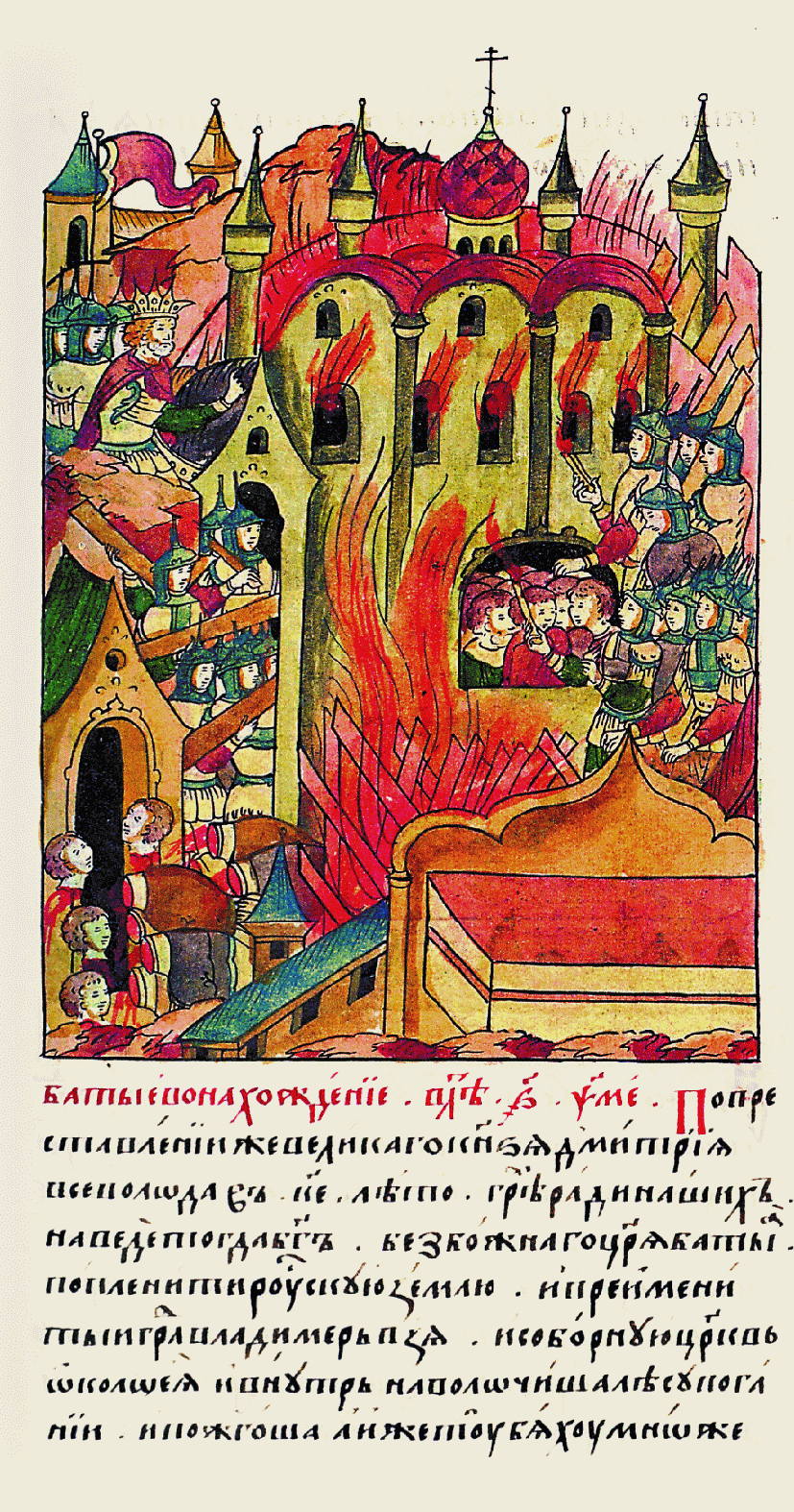
Die Eroberung von Wladimir

- 7. Februar: Im zweiten Jahr der mongolischen Invasion der Rus erobern Mongolen unter Batu Khan nach kurzer Belagerung Wladimir, die Hauptstadt des Fürstentums Wladimir-Susdal, massakrieren die Bevölkerung und brennen die Stadt nieder. Wenig später fällt auch die Stadt Susdal.
- 4. März: Der Großfürst von Wladimir-Susdal, Juri II., wird mit seinen Truppen am Fluss Sit in der heutigen Oblast Jaroslawl von den Reiterscharen des Batu Khan besiegt und auf seiner Flucht getötet. Bereits zuvor haben die Mongolen Juris Söhne bei Kolomna geschlagen. Viele Chronisten beschreiben die Brutalität der mongolischen Kriegführung. Russland gerät jahrzehntelang unter den Einfluss der Mongolen.
- Horden des Batu Khan zerstören nach heftigem Widerstand der Bewohner Moskau. Nach siebenwöchiger Belagerung erobert und zerstört Batu Khan die Stadt Koselsk.
- Das Fürstentum von Belo Osero in Nordrussland wird gegründet.
- Mindaugas I. wird König von Litauen.

#### Heiliges Römisches Reich
- Graf Adolf IV. verzichtet auf die Herrschaft in Schauenburg und Holstein zugunsten seiner Söhne Johann I. und Gerhard I., die die Grafschaft bis 1261 gemeinsam regieren.
- Der Brandenburger Zehntstreit wird beendet.
- Enzio, unehelicher Sohn Kaiser Friedrichs II., wird von diesem zum Ritter geschlagen und heiratet im selben Jahr die sardische Adelige Adelasia de Lacon-Gunale. Diese bringt in die Ehe zwei der vier sardischen Judikate ein.

#### Iberische Halbinsel

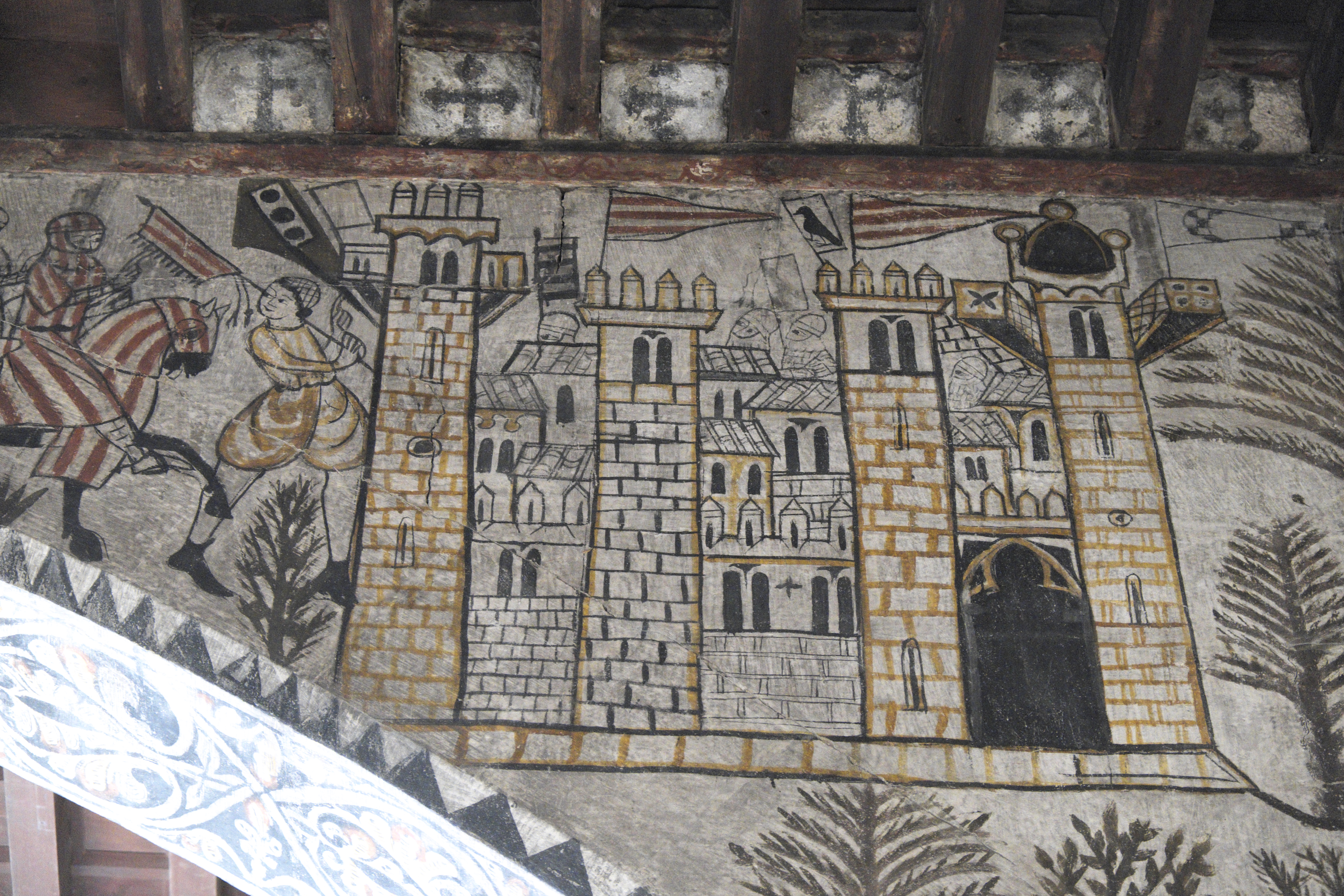
Jakob I. von Aragón zieht in das eroberte Valencia ein; Fresco im Konvent von Alcañiz

- 28. September: König Jakob I. von Aragonien erreicht mit seinen Truppen im Rahmen der Reconquista nach fünfmonatiger Belagerung die Kapitulation der von der muslimischen Taifa Balansiya gehaltenen Stadt Valencia. Jakob zieht am 9. Oktober in die Stadt ein, das gilt als das Gründungsdatum des Königreichs Valencia.
- Muhammad I. ibn Nasr aus der Dynastie der Nasriden gründet nach der Eroberung Granadas das Emirat von Granada in al-Andalus.
- Jakob I. von Aragón erobert Sagunt.

#### Weitere Ereignisse in Europa
- Erst rund drei Jahre nach seiner Ausrufung erreicht das ungarische Heer des Kreuzzuges gegen Bosnien unter der Führung von Koloman von Galizien bosnisches Territorium.

#### Kleinasien
- Johannes I., Kaiser und Großkomnene von Trapezunt, kommt nach dreijähriger Herrschaft bei einem Polospiel ums Leben. Nach seinem Tod wird sein Sohn und Thronerbe Johannikos zwangsweise in ein Kloster verbracht. Statt seiner besteigt Johannes’ Bruder Manuel I. Komnenos den Thron.

#### Ayyubidenreiche
- Al-Kamil, Sultan von Ägypten aus der Dynastie der Ayyubiden, erobert Damaskus und entmachtet seinen jüngeren Bruder as-Salih Ismail. Als er sich dann gegen seinen Neffen an-Nasir Yusuf in Aleppo wenden will, um das Ayyubidenreich endgültig wieder in einer Hand zu vereinen, stirbt er jedoch am 6. März. Ihm folgt sein 18-jähriger Sohn al-Adil II., woraufhin neuerlich Machtkämpfe unter den Ayyubiden ausbrechen. Al-Adils Halbbruder as-Salih Ayyub macht von seinem bisherigen Herrschaftsbereich in Mesopotamien Ansprüche auf das Gesamtreich geltend und marschiert gegen Damaskus.

#### Weitere Ereignisse in Asien
- Der Tarabi-Aufstand in Buchara gegen die Mongolenherrschaft beginnt.
- Das Thai-Königreich Sukhothai macht sich unter Sri Indraditya vom Khmer-Reich von Angkor unabhängig. Es gilt als ein Vorläufer des heutigen Thailands.

#### Stadtrechte und urkundliche Ersterwähnungen
- 22. Februar: Reichenbach/Oberlausitz wird in einer Privilegienurkunde des böhmischen Königs Wenzel für das bei Ostritz gelegene Zisterzienserinnenkloster St. Marienthal erstmals urkundlich erwähnt.
- Die Orte Buchholterberg, Dully, Jarchau, Lütschental, Opfershofen (heute Ortsteil der Gemeinde Bürglen TG), Reinbek, Unterwurmbach und Schnait werden erstmals in einer Urkunde erwähnt.
- Bad Oldesloe erhält das lübische Stadtrecht.
- Das Martinstor in Freiburg im Breisgau wird erstmals urkundlich erwähnt.

### Religion

#### Reliquienhandel

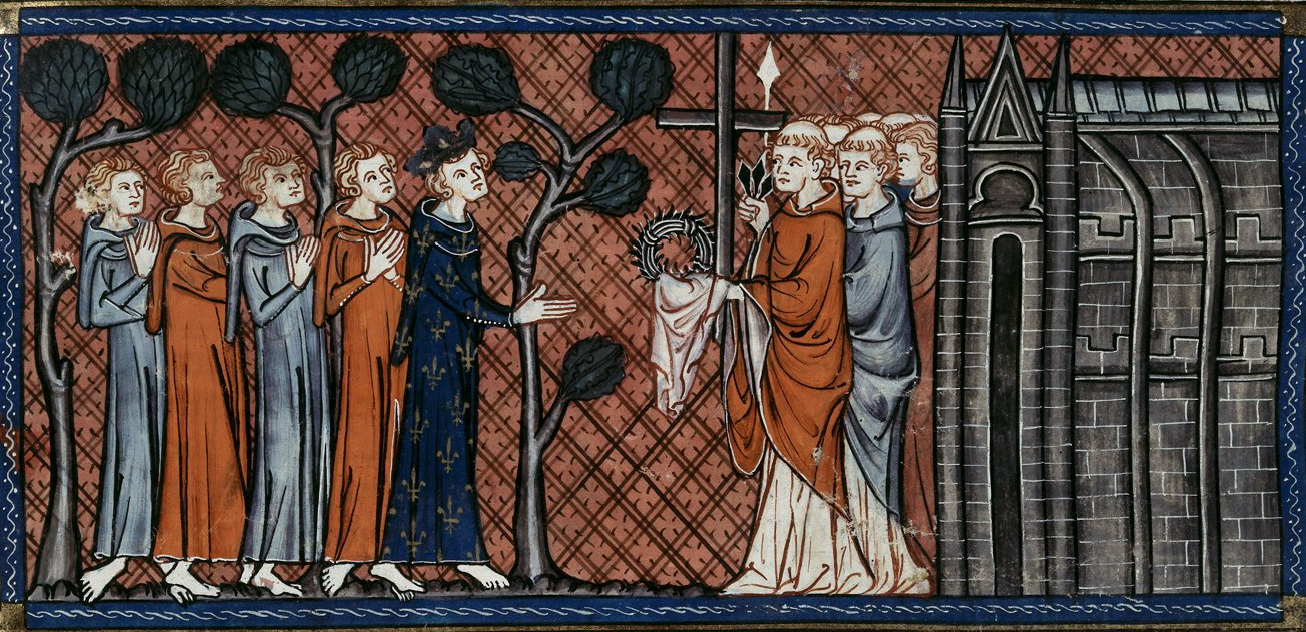
Ludwig IX. von Frankreich nimmt die Reliquien der Dornenkrone, des Heiligen Kreuzes und der Heiligen Lanze in Empfang (Chroniques de Saint-Denis, 14. Jahrhundert)

- 4. September: Die in Konstantinopel in Abwesenheit von Kaiser Balduin II. regierenden Barone verpfänden aus Geldmangel die angebliche Dornenkrone Christi, eine der kostbarsten Reliquienschätze der Christenheit, an einen venezianischen Kaufmann. Nach vier Monaten ohne Begleichung der Schuld geht sie vertragsgemäß in dessen Besitz über. Als König Ludwig IX. von Frankreich davon erfährt, entsendet er sofort eine Delegation nach Konstantinopel, um die Reliquie käuflich zu erwerben. Diese kehrt nicht nur mit der Dornenkrone, sondern auch mit Teilen des Heiligen Kreuzes und der Heiligen Lanze in ihre Heimat zurück.

#### Kirchenhierarchie

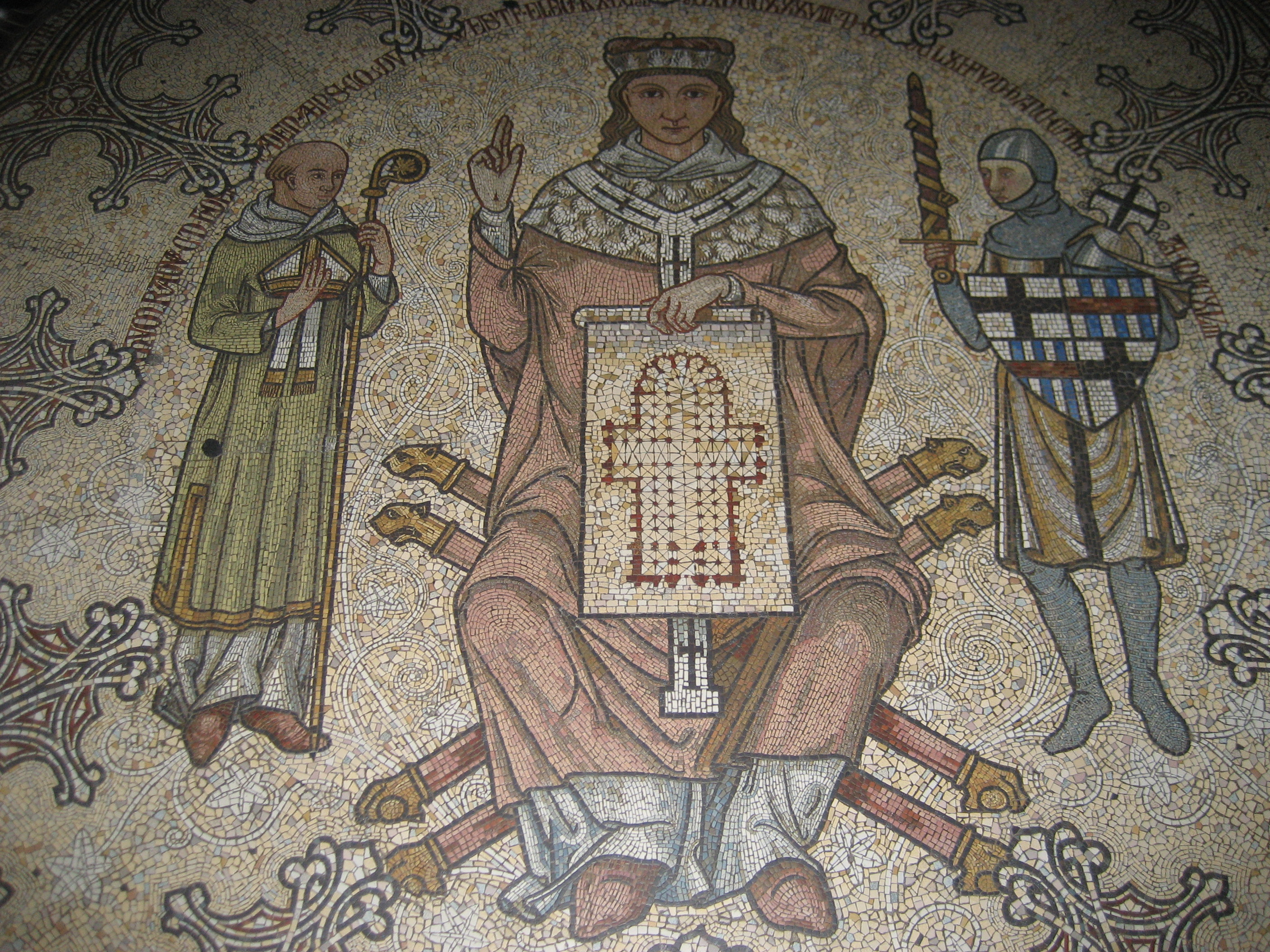
Konrad von Hochstaden auf einem Mosaik im Kölner Dom

- 30. April: Der unter päpstlichem Bann stehende Konrad I. von Hochstaden wird Erzbischof von Köln. Er folgt dem am 26. März verstorbenen Heinrich von Müllenark. Nach seiner Wahl legt er seinen Streit mit Rom und dem Kölner Dompropst bei.
- vor dem 26. Mai: Die deutschen Siedlungsgrafen erzwingen mit Waffengewalt die Wahl von Friedrich (Schwerin) zum Bischof von Schwerin als Nachfolger des am 14. Januar verstorbenen Brunward.

#### Sonstiges
- Raimund von Penyafort wird 3. Ordensmeister der Dominikaner.
- Weihe der ersten steinernen Klosterkirche – Vorläufer der Predigerkirche in Erfurt (s. Meister Eckhart)

## Geboren

### Geburtsdatum gesichert
- 23. April: Narathihapate, Herrscher von Bagan († 1287)
- 1. Mai: Magnus Lagabætir, König von Norwegen († 1280)

### Genaues Geburtsdatum unbekannt
- November: Henry de Montfort, englischer Adeliger († 1265)
- Petrus Armengol, katalanischer Adeliger und Mercedarier († 1304)
- Emilia Bicchieri, italienische Dominikanerin, Priorin, Selige und Mystikerin († 1314)
- Fina, Patronin von San Gimignano und Heilige der katholischen Kirche († 1253)
- Friedrich III., Herzog von Oberlothringen († 1302)
- Ngam Mueang, Herrscher von Phayao in Nordthailand († 1298)
- Rinchen Gyeltshen, Oberhaupt der Sakya-Schule des tibetischen Buddhismus, Kaiserlicher Lehrer des Kublai Khan († 1279)
- Theobald II., König von Navarra und Graf von Champagne († 1270)
- Waldemar III., Herzog von Schleswig († 1257)

### Geboren um 1238
- William de Beauchamp, englischer Magnat († 1298)
- Otton de Grandson, englischer Ritter und Freund von Edward I. von England († 1328)
- Nicholas Seagrave, englischer Rebell, Adeliger und Militär († 1295)
- Baldwin Wake, englischer Adeliger († 1282)
- Yang Hui, chinesischer Mathematiker († um 1298)
- 1238/1239: Mangrai, Gründer und König von Lan Na († 1311)

## Gestorben

### Todesdatum gesichert
- 14. Januar: Brunward, Bischof von Schwerin
- 17. Februar: Heinrich von Thun, Fürstbischof von Basel
- 4. März: Johanna von England, englische Adelige, Königin von Schottland (* 1210)
- 4. März: Juri II., Großfürst von Wladimir (* 1188)
- 6. März: Al-Kamil, Sultan der Ayyubiden in Ägypten (* um 1180)
- 19. März: Heinrich I., Herzog von Schlesien und Seniorherzog von Polen (* 1163)
- 26. März: Heinrich von Müllenark, Erzbischof von Köln (* um 1190)
- 9. Juni: Peter des Roches, englischer Politiker und Bischof von Winchester
- 10. Juli: Sophia von Wittelsbach, Tochter von Otto I. von Wittelsbach (* 1170)
- 10. Dezember: Johann von Apremont, Bischof von Verdun und von Metz
- 26. Dezember: Alexander Stavensby, englischer Geistlicher, Theologe und Diplomat
- 30. Dezember: Konrad I. von Velber, Bischof von Osnabrück

### Genaues Todesdatum unbekannt
- Eleasar ben Juda ben Kalonymos, deutscher Rabbiner, Autor und Kabbalist (* um 1176)
- Ibn Hud, muslimischer Fürst in Andalusien
- Hugo von Ibelin, zypriotischer Ritter
- Johannes I., Kaiser und Großkomnene von Trapezunt
- Thomasîn von Zerclaere, mittelhochdeutscher Dichter (* um 1186)

### Gestorben um 1238
- Gilbert de Turberville, anglonormannischer Adliger